# Microrregión de Chapecó
La microrregión de Chapecó es una de las microrregiones del estado brasileño de Santa Catarina perteneciente a la mesorregión Oeste Catarinense. Su población fue estimada en 2006 por el IBGE en 376.551 habitantes y está dividida en 38 municipios. Posee un área total de 6.045,917 km².

## Municipios
- Águas de Chapecó
- Águas Frias
- Bom Jesus do Oeste
- Caibi
- Campo Erê
- Caxambu do Sul
- Chapecó
- Cordilheira Alta
- Coronel Freitas
- Cunha Porã
- Cunhataí
- Flor do Sertão
- Formosa do Sul
- Guatambu
- Iraceminha
- Irati
- Jardinópolis
- Maravilha
- Modelo
- Nova Erechim
- Nova Itaberaba
- Novo Horizonte
- Palmitos
- Pinhalzinho
- Planalto Alegre
- Quilombo
- Saltinho
- Santa Terezinha do Progresso
- Santiago do Sul
- São Bernardino
- São Carlos
- São Lourenço do Oeste
- São Miguel da Boa Vista
- Saudades
- Serra Alta
- Sul Brasil
- Tigrinhos
- União do Oeste

- Datos: Q745687